# Liolaemus nigroviridis
Espèce
Synonymes
- Liolaemus nigroviridis minor Müller & Hellmich, 1932
- Liolaemus nigroviridis campanae Hellmich, 1950
- Liolaemus nigroviridis nigroroseus Donoso-Barros, 1966

Statut de conservation UICN

 LC  : Préoccupation mineure
Liolaemus nigroviridis est une espèce de sauriens de la famille des Liolaemidae.

## Répartition
Cette espèce est endémique du Chili. Elle se rencontre de la région d'Antofagasta à la région métropolitaine de Santiago.

## Description
C'est un saurien vivipare.

## Publication originale
- Müller & Hellmich, 1932 : Beiträge zur Kenntnis der Herpetofauna Chiles. II. Neue Liolaemus - Arten und Rassen aus den Hochanden Chiles. Zoologischer Anzeiger, vol. 97, no 11/12, p. 307-329.